# Slikanje emajlom
Slikanje emajlom jest slikarska tehnika koja se pojavila u Francuskoj krajem 15. stoljeća. Limoges emajli doživljavaju renesansu u 16. stoljeću s radionicom Limosin, zatim dinastijom Laudin u 17. stoljeću.

## Povijest
Tehniku portretiranja na emajlu usavršio je početkom 17. st. Jean Toutin (rođen u Châteaudunu 1578., prije 1633. otišao je u Pariz i tamo umro god.14. lipnja 1644. godine). Châteaudun i Blois bili su oko 1630. godine kolijevka emajliranih minijatura, nedvojbeno zbog prisutnosti urara poput Jacquesa Duduicta (? – 1646.) koji se nastanio u Bloisu 1600. godine te obitelji Gribelin.
Toutin je otkrio da prekrivanjem metalne ploče (često zlatne ili bakrene) s jednim ili više tankih slojeva bijelog osnovnog emajla i zatim stavljanjem svega u peć po prvi put, boje koje su nanesene nakon toga ne bi se razilazile. Ova tehnika omogućuje veliku finoću izvedbe do te mjere da se materijal za bojanje (raznovrsniji nego prije) nanosi kistom.
Toutin je portretirao sve članove kraljevske obitelji i njegova su djela (osobito kućišta satova) bila visoko cijenjena na dvoru Luja XIII. Ostavio je dva sina slikara emajla (Henrija, rođenog 1614., i Jeana, rođenog 1619.: od njega Louvre posjeduje kućište za sat) i brojne učenike koji su se raširili po Europi. Među navedenim studentima su:
Jean Petitot (koji je imao sina, Jean-Louis Petitota) i njegov šurjak Jacques Bordier (1616 – 1684). Petitot i Bordier, podrijetlom iz Švicarske zatim su otišli oko 1634. raditi na dvoru Karla I. u Engleskoj, zatim su se vratili na dvor Luja XIV. (1645.);
Pierre Signac (oko 1623., Francuska – 1684. Stockholm) izgradio je karijeru na dvoru Kristine od Švedske, kamo je stigao sredinom stoljeća;
Louis de Châtillon (1639. – 1734.) bio je slikar emajla na Louis Royal Academy of Painting and Sculpture. Imao je učenika Samuela Bernarda (1615. – 1687.), koji je bio učitelj Jacques-Philippea Ferranda (1653. – 1732.),  kraljevskog slikara i akademika i autora knjige "Umjetnost vatre ili slikanja u emajlu";
Paul Prieur (Pariz, oko 1620. – 1683. ili kasnije) školovan u Parizu i Ženevi radio je za danski kraljevski dvor (1655. – 1681.). Izradio je emajlirani portret Fridrika III. Danskog (1663.) i njegove djece (1671.). Oba se čuvaju u dvorcu Rosenborg.
Huaudovi su ženevska obitelj minijaturista i emajlera uključujući oca Pierrea I Huauda (1612. – 1680.) i njegova tri sina, Pierrea II. 1724), koji su bili slikari emajla knezu izborniku Brandenburga. Britanski muzej i Louvre posjeduju nekoliko njihovih djela.
Slikani emajl bio je  popularan i u Engleskoj početkom 18. stoljeća. Charles Boit (1662. – 1727.), Šveđanin francuskog podrijetla možda učenik Pierrea Signaca, radio je u Londonu za Vilima III., putovao kontinentom i vratio se u London na dvor kraljice Ane, zatim se vratio u Francusku (1714.), podučavao je slikanje emajla Philippeu d'Orléansu i ušao u Kraljevsku akademiju. Umro je u Parizu 1727. godine. Najpoznatije njegovo djelo je "Portret cara Leopolda i njegove obitelji" (1703.) izuzetnih dimenzija za sliku slikanu emajlom (38 x 46 cm) izložen u Muzeju povijesti umjetnosti u Beču. Među njegovim učenicima bili su Martin van Meytens (Švedska, 1695. – 1770., uglavnom je radio u Beču) i Christian Friedrich Zincke (Dresden. 1683. – London 1767.). Također učenik svog oca i Heinricha Christopha Fehlinga, potonji je stigao u London 1706. i radio za Boita do1746. Portretirao je engleske slavne osobe, a Nacionalna galerija portreta ima nekoliko njegovih radova.
Još je u drugoj polovici 18. stoljeća bilo nekoliko portretista koji su radili u emajlu, poput Švicarca Jean-Étiennea Liotarda (1702. – 1789.) ili u Engleskoj Henry Bone (1755. – 1834.). Njegov sin Henry Pierce Bone nastavio je slikati u emajlu do svoje smrti 1855.
William Hopkins Craft (1730. – 1811.) djelovao je u posljednjoj četvrtini stoljeća. Posebno je surađivao s Josiahom Wedgwoodom i Matthewom Boultonom.

## Postupak
Metalna ploča se prekriva prvim slojem bijelog osnovnog emajla, zatim se po pečenju iste nanose vrlo fino samljeveni i često povezani uljem različiti slojevi emajla (lavandino ulje ili sok od češnjaka ne ostavljaju pepeo nakon topljenja) i nanosi se kistom. Neophodna su brojna pečenja koja zahtijevaju savršenu kontrolu temperature jer će u suprotnom doći do promjene boja ili miješanja slojeva (zamućenja). Na kraju se nanosi završni sloj fondanta (prozirni emajl niske temperature taljenja) koji slici daje završni sjaj.